# Yumi Watanabe
Pour les articles homonymes, voir Watanabe.
Yumi Watanabe (渡邊 由美, Watanabe Yumi), née le 2 juillet 1970, est une joueuse internationale de football japonaise.

## Biographie
Le 1er juin 1988, elle fait ses débuts avec l'équipe nationale japonaise lors du Tournoi international féminin de football 1988, contre les États-Unis. Elle participe à la Coupe du Monde 1991. Elle compte 19 sélections et 2 buts en équipe nationale du Japon de 1988 à 1991.

## Statistiques
Le tableau ci-dessous présente les statistiques de Yumi Watanabe en équipe nationale
| Équipe du Japon | Équipe du Japon | Équipe du Japon |
| Année           | Matchs          | Buts            |
| --------------- | --------------- | --------------- |
| 1988            | 2               | 0               |
| 1989            | 9               | 2               |
| 1990            | 6               | 0               |
| 1991            | 2               | 0               |
| Total           | 19              | 2               |

## Palmarès
- Troisième de la Coupe d'Asie 1989